# Laguna Cachimbo
La laguna Cachimbo es una laguna amazónica de Bolivia situada al este del departamento del Beni, presenta unas dimensiones de 8 kilómetros de largo en dirección este-oeste y un ancho de 6 kilómetros en dirección norte-sur, y una superficie de 26,56 km².